# Ente del terzo settore
Gli enti del terzo settore (ETS) sono una particolare categoria di enti introdotti nell'ordinamento giuridico italiano dal decreto legislativo n. 117 del 2017.
L'articolo 4 del decreto definisce ETS le organizzazioni di volontariato, le associazioni di promozione sociale, gli enti filantropici, le imprese sociali, incluse le cooperative sociali, le reti associative, le società di mutuo soccorso, le associazioni,  riconosciute o non riconosciute, le fondazioni e gli altri enti di carattere privato diversi dalle società costituiti per il perseguimento, senza scopo
di lucro, di finalità civiche, solidaristiche e di utilità sociale mediante lo svolgimento di una o più attività di interesse generale in forma di azione volontaria o di erogazione gratuita di denaro, beni o servizi, o di mutualità o di produzione o scambio di beni oppure servizi, ed iscritti nel registro unico nazionale del Terzo settore.

## La legge delega n. 106/2016
La legislazione italiana ha recentemente disciplinato il terzo settore dandone una definizione giuridica. 
All'art. 1 comma 1 della Legge 106 del 6 giugno 2016 ("Delega al Governo per la riforma del Terzo settore, dell'impresa sociale e per la disciplina del servizio civile universale"), si legge: "Per Terzo settore si intende il complesso degli enti privati costituiti per il perseguimento, senza scopo di lucro, di finalità civiche, solidaristiche e di utilità sociale e che, in attuazione del principio di sussidiarietà e in coerenza con i rispettivi statuti o atti costitutivi, promuovono e realizzano attività di interesse generale mediante forme di azione volontaria e gratuita o di mutualità o di produzione e scambio di beni e servizi".
Pertanto i criteri cui ottemperare affinché un ente possa essere annoverato nel terzo settore sono: 
- avere natura giuridica privata
- assenza di scopo di lucro
- disporre di statuto o atto costitutivo
- perseguimento di finalità civiche, solidaristiche e di utilità sociale
- attuazione del principio di sussidiarietà
- promozione e realizzazione di attività di interesse generale
- ricorso a forme di azione volontaria e gratuita o di mutualità o di produzione e scambio di beni e servizi.

La Legge 106/2016 prevede inoltre che entro 12 mesi dalla sua approvazione vengano emanati dei Decreti Legislativi che più specificamente intervengano su:
- Revisione del titolo II del libro primo del codice civile (in particolare, la semplificazione delle procedure per gli enti al fine di ottenere la personalità giuridica) (art. 3)
- Riordino e revisione della disciplina del terzo settore e codice del terzo settore (art. 4)
- Riforma dell'impresa sociale (art. 6)
- Revisione delle modalità di vigilanza, monitoraggio e controllo (art. 7)
- Definizione di misure fiscali e di sostegno economico (art. 9).

La legge delega esplicita poi quali sono i soggetti che non fanno parte del terzo settore: 
"Non fanno parte del Terzo settore le formazioni e le associazioni politiche, i sindacati, le associazioni professionali e di rappresentanza di categorie economiche. Alle fondazioni bancarie, in quanto enti che concorrono al perseguimento delle finalità della presente legge, non si applicano le disposizioni contenute in essa e nei relativi decreti attuativi".
In sintesi, per poter essere considerato di terzo settore, a un ente non basta essere una organizzazione non a scopo di lucro, ma deve ottemperare a ulteriori e più stringenti criteri.

## Il decreto legislativo n. 117/2017
La disciplina organica è stata emanata dal Governo con il D.lgs. n. 117/2017 ("Codice del Terzo settore, a norma dell'articolo 1, comma 2, lettera b), della legge 6 giugno 2016, n. 106") il quale decreto ha contribuito a definire e semplificare la materia in un totale di 104 articoli.
Il decreto in questione ha fissato le regole comuni per gli enti del terzo settore, salvaguardando nell'ordinamento le forme di organizzazione già tipizzate; restano pertanto presenti nell'ordinamento italiano le organizzazioni di volontariato (OdV) e le associazioni di promozione sociale (APS), sebbene con caratteristiche lievemente modificate rispetto all'impostazione delle leggi istitutive (rispettivamente la L. 266/1991 e la L. 383/2000, ora definitivamente abrogate).
Il Codice stabilisce regole più semplici per il riconoscimento della personalità giuridica di associazioni e fondazioni, richiama la legge istitutiva delle società di mutuo soccorso pur agevolando la trasformazione di queste nella nuova tipologia di "enti del terzo settore" (ETS).
Il decreto ha inoltre abolito la qualifica fiscale di "Onlus" (e il relativo acronimo).
Il Codice del Terzo Settore ha poi stabilito un periodo transitorio (che durerà fino all'entrata in vigore dei decreti ministeriali attuativi) in cui continueranno ad applicarsi le regole previgenti.